# Киштим
Киштим — місто (з 1934 року) в Росії, обласного підпорядкування Челябінської області. Населення — 35,3 тис. чоловік (2023 рік).

## Географія
Місто розташоване на річці Киштим, за 90 км від Челябінська. За 5 км від міста розташоване озеро Велика Акуля. Місто оточене лісами і озерами, на території міста та у прилеглій зоні знаходиться понад 30 озер. У безпосередній близькості до міста розташовані природні пам'ятки: Сугомакська печера, гора Сугомак, озеро Сугомак, що є складовими територіально-природного комплексу Сугомак.

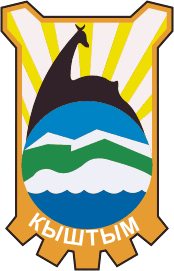
Герб міста (1967)

## Етимологія
Назву місто отримало від річки Киштим. Гідронім «киштим» тюркського походження, можливо від слова «киштим» — так називалися данники киргизів; цю ж назву вживалося і як етнонім. Припускається також походження з башкирської киштаним — зимівля. Той же корінь в слові кишлак, першопочатково — місце зимівлі.

## Історія

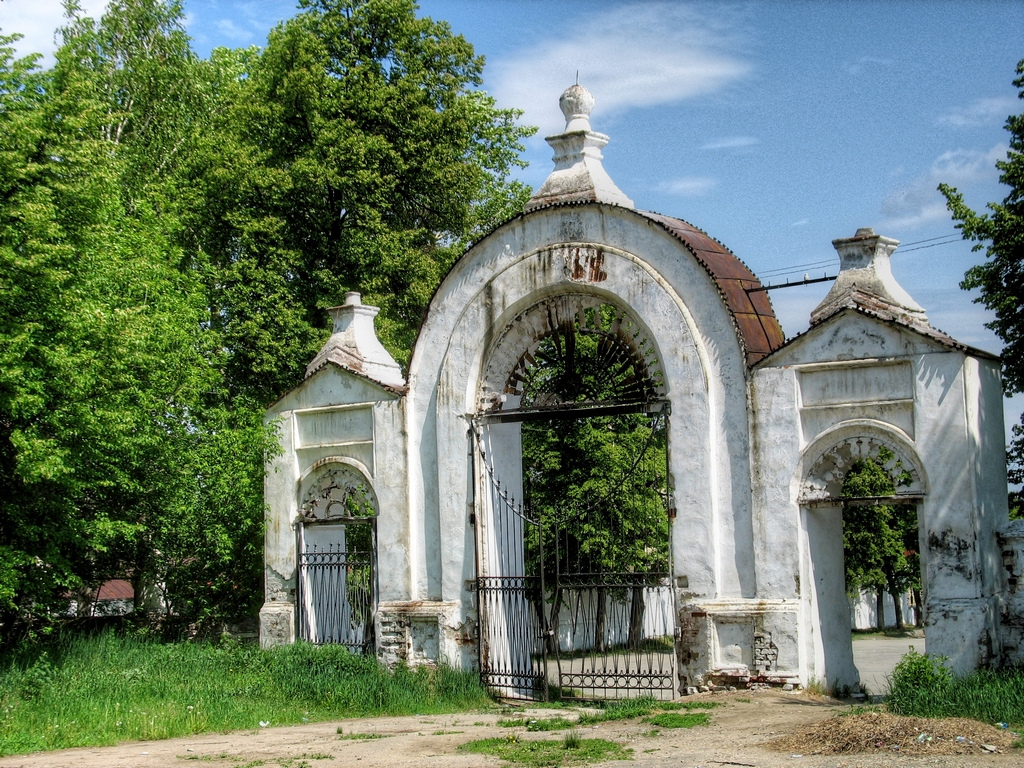
Ворота до маєтку

У 1755 році почалося будівництво Микитою Демидовим Верхньо-Киштимського чавунноливарного і Нижньо-Киштимського залізоробного заводу. Роком заснування Киштиму вважається 1757, коли були запущені ці заводи. У 1761 році почався експорт заліза в Англію. Перша киштимська церква (Храм Зіслання Святого Духа) була освячена у 1765 році.
У роки селянської війни під проводом Омеляна Пугачова у 1774 році заводи були захоплені повсталими, пізніше були спалені і розграбовані і відновлені до 1776 року. Під час Німецько-радянської війни в місті перебували, в евакуації, курси комскладу «Постріл».

## Знамениті уродженці
- Кутузов Микола Миколайович, радянський актор.
- Оболдіна Інга Петрівна, заслужена артистка Росії.
- Пузанов Микола Васильович, біатлоніст, чемпіон Олімпійських Ігор 1968 у Греноблі.
- Карташев Антон Володимирович, міністр сповідань Тимчасового уряду, ліберальний теолог, історик російської церкви, церковний і громадський діяч, православний богослов.

## Економіка
Основні промислові підприємства міста:
1. ЗАТ Киштимський мідоелектролітний завод[ru]
2. ВАТ Киштимське машинобудівне об'єднання
3. ЗАТ «Киштимський електромеханічний завод»
4. ВАТ «Радіозавод»
5. Киштимський абразивний завод
6. ЗАТ «Уралграфіт»
7. ТОВ «Киштимський фабрика трикотажних виробів»
8. ТОВ «Киштимський вогнетривкий завод»
9. ТОВ «Уралелектрофольга»
10. ТОВ «Стекландія»
11. ТОВ «Російські пряники»
12. Кондитерська фабрика «Славура»
13. Абразивний завод «Пушкарьов»
14. Киштимський каоліново-керамічний комбінат ЗАТ «Ксанті»
15. Гірничо-збагачувальний комбінат (ГЗК)
16. ЗАТ «УралМонтажЕлектро»
17. Взуттєва фабрика
18. ГУП Киштимський лісгосп
19. ГУП Сугомакскій ліспромгосп
20. ТОВ «Киштимське рибоводне господарство»
21. ТОВ «Киштиммебель» (група компаній «Дверона»)
22. ЗАТ «Акцент»
23. ТОВ «Кристал»
24. Киштимська фабрика швейних спортивних виробів «Динамо»
25. ТОВ «УралГорТех».

Підприємствами обробної промисловості за 2009 рік відвантажено продукції власного виробництва за чистим видам діяльності на 7,2 млрд руб.
Діє ряд банківських установ:
1. Киштимське відділення Сбербанку РФ № 1773
2. Філія ВАТ «Челіндбанк»
3. Філія Уральського банку реконструкції та розвитку
4. Філія банку «Російський капітал»
5. Філія банку «Снежинськ»
6. філія банку «Підемо»
7. філія банку «Совкомбанк»

На території міста розташована Киштимська виправна колонія суворого режиму ФГУ ІК-10 (ЯВ 48/10) на якій діють деревообробне, металопереробне та інші виробництва, виготовляються товари народного споживання, діють механічний, пресовий і складальний цехи

## Освіта
1. філія Південно-Уральського державного університету,
2. представництво Челябінського державного університету,
3. радіомеханічний технікум,
4. Киштимське медичне училище, професійний ліцей № 30,
5. Загальноосвітні школи: № 1, № 2, № 3, № 4 (кадетська школа), № 5 (для дітей з розумовими відхиленнями), № 10, № 13.

## ЗМІ
1. ТОВ «Сьоме небо»
2. ТОВ «Киштимська Телерадіокомпанія»
3. Рекламне агентство «АРТ ТВК»
4. Радіо «Шансон»
5. Радіо «Фарт»
6. Газета «Киштимський робітник»
7. Газета «Киштимська барахолка»
8. Газета «Киштимський експрес»
9. Безкоштовний тижневик" Ваша Перспектива"
10. Безкоштовний тижневик" Метро74 Киштим"

## Спорт
У Киштимі працює кілька фізкультурно-оздоровчих комплексів, басейн «Садко». Регулярно проводиться чемпіонат міста з футболу, міська футбольна команда «Металург» регулярно бере участь у чемпіонатах області. У місті функціонує ДЮСШ єдиноборств «Інхело», вихованці якої регулярно беруть участь у різних Російських і міжнародних змаганнях і займають високі місця, тут є чемпіони області, країни, Європи та світу.
Розвинені легка і важка атлетика, лижний спорт, шахи, бокс. У Киштимі виросла, живе і тренується чемпіонка Росії, переможець чемпіонату світу 2012 року і переможець першості Європи з боксу Кулешова Олександра. У Киштимі діє гірськолижний курорт «Провінція», розташований в селищі Слюдорудник, за 15 км від Киштиму. Гірськолижний курорт «Гора Єгоза», розташований на схилах однойменної вершини (її висота — 607,7 м над рівнем моря), не діє з 2009 року.

## Транспорт
Через станцію Киштим слідують пасажирські поїзди в Тюмень, Баку, Санкт-Петербург, Астану, Новий Уренгой, Челябінськ, приміські поїзди у Верхній Уфалей. Від Киштимського автовокзалу йдуть автобуси до Увильди, Слюдорудник, у Новогорний, Північну Кузнечиху, Челябінськ, Верхній Уфалей, Міас, Єкатеринбург, Златоуст, Кусу, Каслі, Озерськ.

## Додаткові факти
- У 1957 році місцевість поблизу міста піддалася радіоактивному зараженню внаслідок аварії на хімкомбінаті «МАЯК».
- У 2010 році в день міста киштимці взявшись за руки встали в хоровод, що був занесений до книги рекордів Гіннеса, як найбільший у світі[3].